# Външна политика на Оман
Когато султан Кабус бин Саид поема властта през 1970 г., Оман е с ограничени контакти с външния свят, включително и съседните арабски държави. Специален договор позволява непосредственото участие на Обединеното кралство в областта на гражданското и военното дело в Оман. Връзките с Обединеното кралство са установени по времето на султан Кабус.
От 1970 г. Оман започва да извършва умерена външна политика и разширява дипломатическите си отношения с останалия свят.
Оман подкрепя през 1979 г. Кемп Дейвид и е една от трите държави от Арабската лига, заедно със Сомалия и Судан, която не прекъсва отношенията си с Египет след подписването на египетско- израелския мирения договор през 1979 г. По време на кризата в Персийския залив, Оман подпомага усилията на Организацията на обединените нации. Оман е развила тесни връзки със своите съседи, тя се присъединява към Съвета за сътрудничество в Персийския залив, когато тя е създадена през 1980 година.
Оман е традиционно поддържа мирни инициативи в Близкия изток, както тези през 1983 г. През април 1994 г. Оман е домакин на пленарното заседание на Водната работна група на мирния процес, първата държава на Персийския зали, която го прави.
По време на периода на Студената война, Оман избягва отношения с комунистически страни, заради комунистическата подкрепа на бунтовниците в Дхофар. През последните години, Оман е предприел дипломатически инициативи в републиките от Централна Азия, особено в Казахстан, където той участва в проект за съвместен петролопровод. В допълнение, Оман поддържа добри отношения с Иран и двете страни редовно обменят ресурси и посещения. Оман е активен член в международни и регионални организации, по-специално Арабската лига и ССЗ (Съвета за сътрудничество на арабските държави от Залива), както и нейната външна политика се ръководи от Министерство на външните работи на страната.

## Международни спорове
Северната граница с Обединените арабски емирства не е двустранно определена; северната част на полуостров Мусандам е административна граница.

## Двустранни отношения

### Египет
Оман е единствената арабска държава, освен Судан, която поддържа добри отношения с Ануар ал Садат след, като Египет признава Израел. Неправителствената организация, която започна разследване за чуждото финансиране на организации в Египет установява, че Оман, заедно с Обединените арабски емирства, са дарили $ 14,1 милиона в института Мохамед Алаа Мубарак, който е кръстен на внука на Хосни Мубарак.

### Индия
Отношения между Индия и Оман се извършват между Индия и Султаната на Оман. Индия има посолство в Маскат, Оман. Индийското консулство е открито в Маскат през февруари 1955 г. и е повишено до пълноправно посолство през 1971 година. Първият посланик на Индия пристигна в Маскат през 1973 година. Оман установява своето посолство в Ню Делхи през 1972 г., како и генерално консулство в Мумбай през 1976 г.

### Косово
На 4 февруари 2011 г., Оман призна Република Косово като независима и суверенна държава. Посолството на Косово в Лондон получава писмото от Султана на Оман, който проправя пътя за установяването на дипломатически отношения с Република Косово. Това писмо, адресирано до Министерството на външните работи на Косово, гласи, както следва: „Признавам решението на Международния съд в Хага относно независимостта на Косово, правителството на Султаната на Оман ще приветства членството на Косово в ООН, както и с други международни и регионални организации, към които желае да се присъедини“. Султанат Оман е 75-ата страна, която призна независимостта на Република Косово.

### Малайзия
Малайзия и Оман установяват дипломатически отношения през 1983 г. Двустранната търговия между Малайзия и Оман достига почти RM500 милиона през януари-октомври 2010 г., с основен предмет на износ на Малайзия до Оман петрол, машини, апарати и части, продукти от дърво, електрически и електронни продукти.

### Пакистан
Отношенията между Исламабад и Маскат са добри, защото тя е най-близката арабска държава до Пакистан, както и факта, че около 30% от населението на Оман има корени от пакистанската провинция Белуджистан. Отношенията между Пакистан и Оман са установени преди повече от сто години.

### Русия
Русия има посолство в Маскат. Оман е представен в Русия чрез посолството си в Москва. Оман и Русия са установила дипломатически отношения на 5 февруари 1986 и все още поддържат най-вече приятелски отношения.

### ОАЕ
През декември 2010 г., Оман открива шпионска мрежа, управлявана от Обединените арабски емирства, които събират информация за военните части и правителството на Оман. Кувейт е медиатор в спора.

### Обединено кралство
Отношенията между Обединеното кралство и Оман са силни и със стратегическа насоченост. Обединеното кралство има посолство в Мина ал Фала и Оман има посолство в Лондон.
Кралица Елизабет II посещава Оман през ноември 2010 г., за да отбележи 40-ия Национален празник на Оман и да вземе участие в огромните честванията в страната. Това е второто посещение в Султаната (първото е през 1979 г.)

### САЩ
През 1974 г. и април 1983 г., Султанът на Оман – Кабус прави официални посещения в САЩ. Вице президентът Джордж Х. Буш посещава Оман през 1984 г. и 1986 г., а президентът Бил Клинтън посещава за кратко през март 2000 г. Вицепрезидентът Дик Чейни посещава Оман през 2002 г., 2005 г., 2006 г. и 2008 г. През март 2005 г., САЩ и Оман започват преговори за споразумение за свободна търговия, които са успешни и приключват през октомври 2005 година. Споразумението за свободна търговия е подписано на 19 януари 2006 г.